# Rue du Dessous-des-Berges
Pour les articles homonymes, voir Berges.
La rue du Dessous-des-Berges est une voie située dans le quartier de la Gare du 13e arrondissement de Paris.

## Origine du nom
Son nom rappelle un lieu-dit dû à la proximité des berges de la Seine.

## Historique
Cette ancienne voie de la commune d'Ivry était un sentier qui prolongeait la rue des Trois-Ormes, actuelle rue Dunois. Cette voie se prolongeait elle-même par le sentier du Dessous-Berges, coupée par les fortifications de Thiers et dont l'unique vestige est un morceau en impasse de la rue Mohamed-Bounaceur, à Ivry-sur-Seine (plan 1900, 10 Fi 275, archives municipales d'Ivry-sur-Seine). La rue du Dessous-des-Berges. est rattachée à la voirie de Paris en 1863 et transformée en véritable rue en 1877, date à laquelle elle prend son nom actuel.

La rue au XIXe
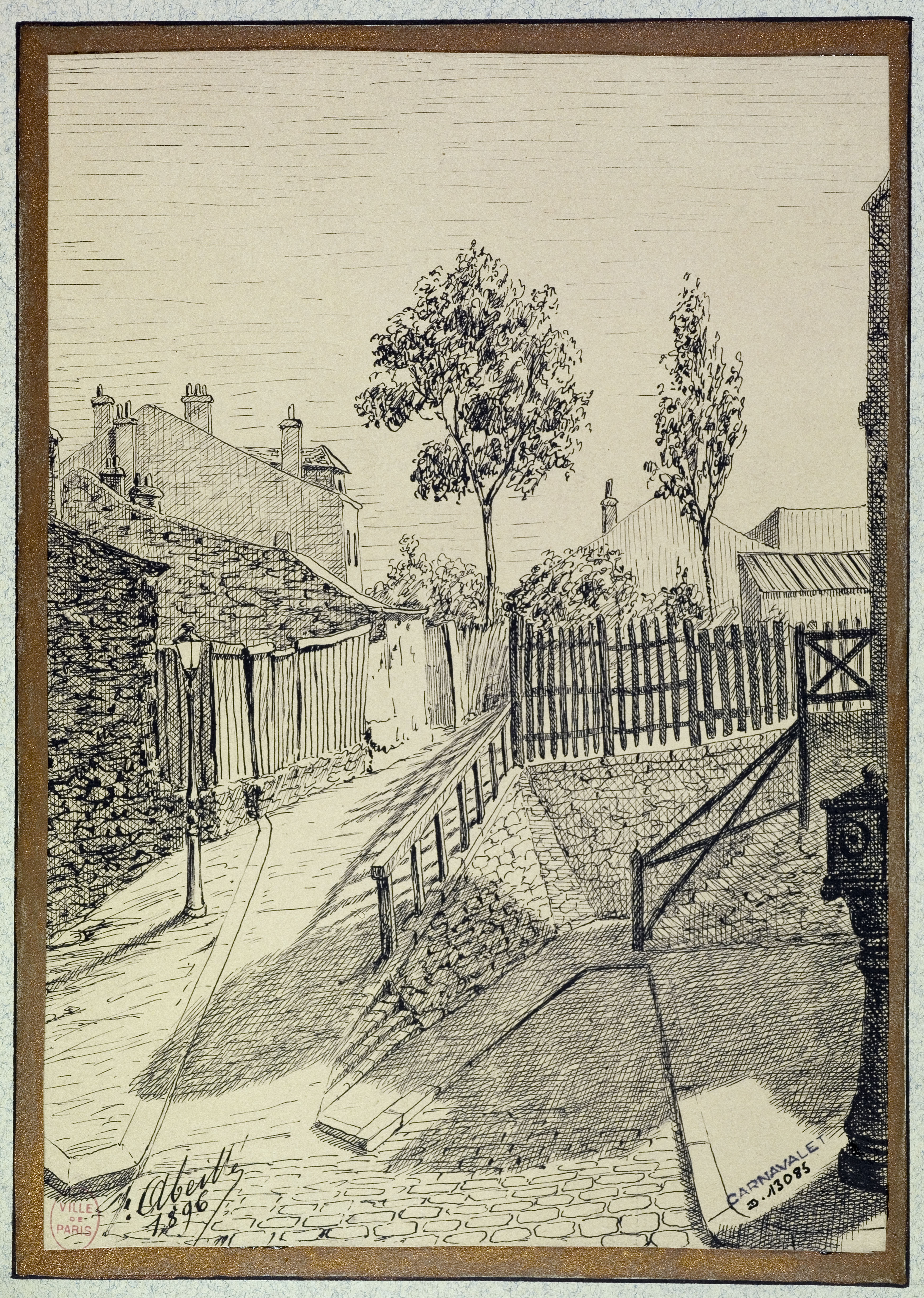
Le coin avec la rue de Patay en 1896 (dessin de F. Abeillé).
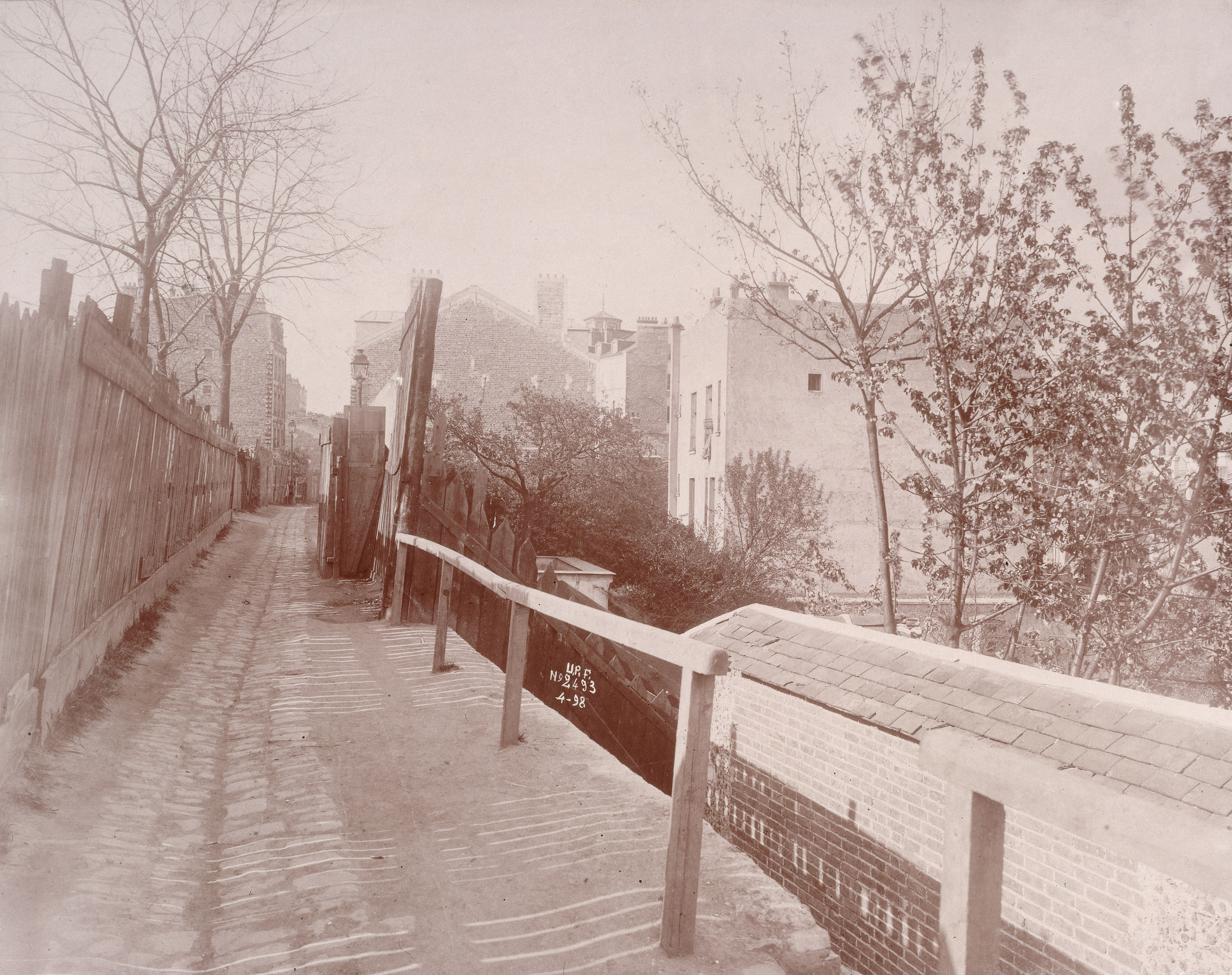
Vue de la rue au niveau du no 3 (Union Photographique Française, 1898).
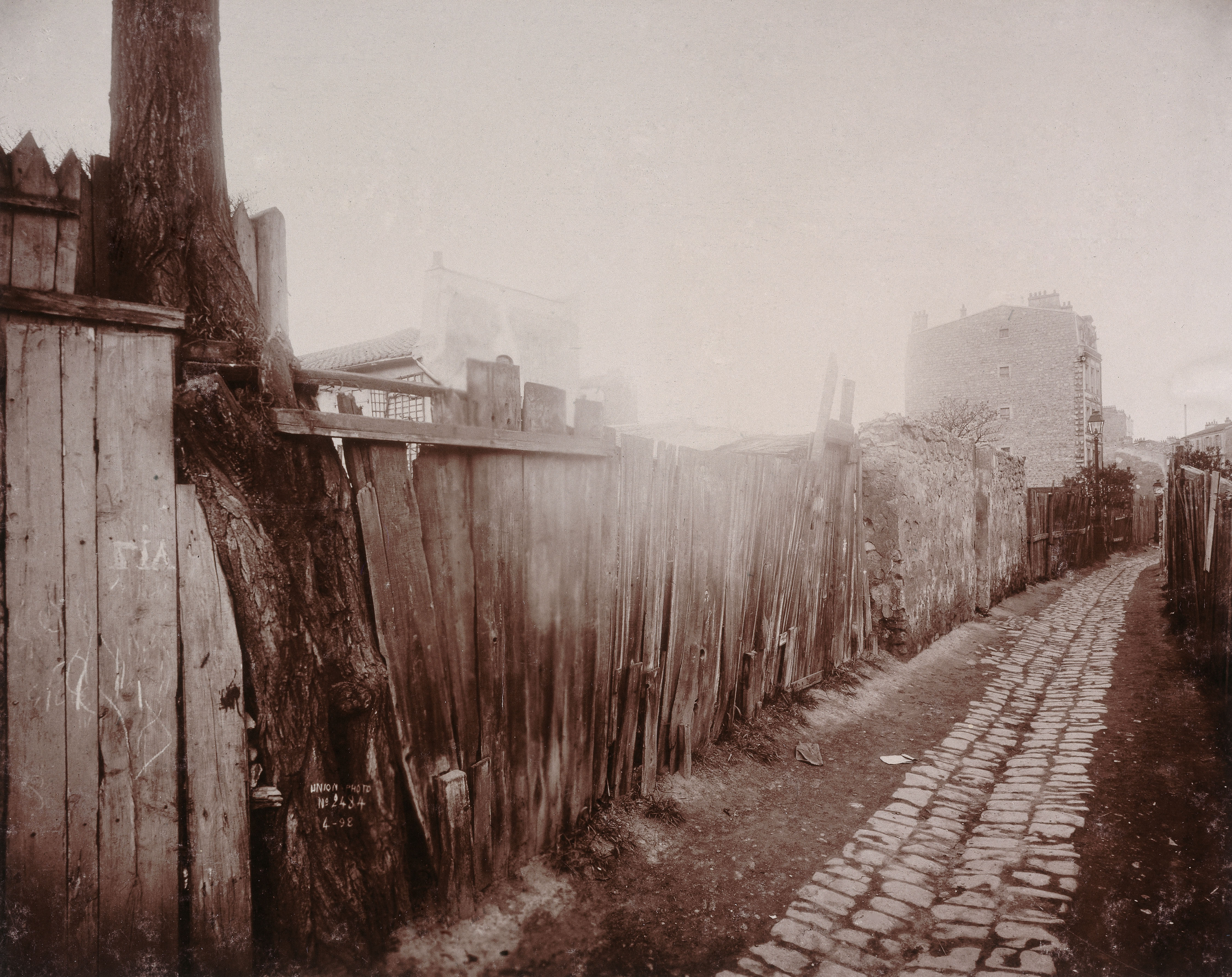
Vue de la rue au niveau du no 13 (idem).
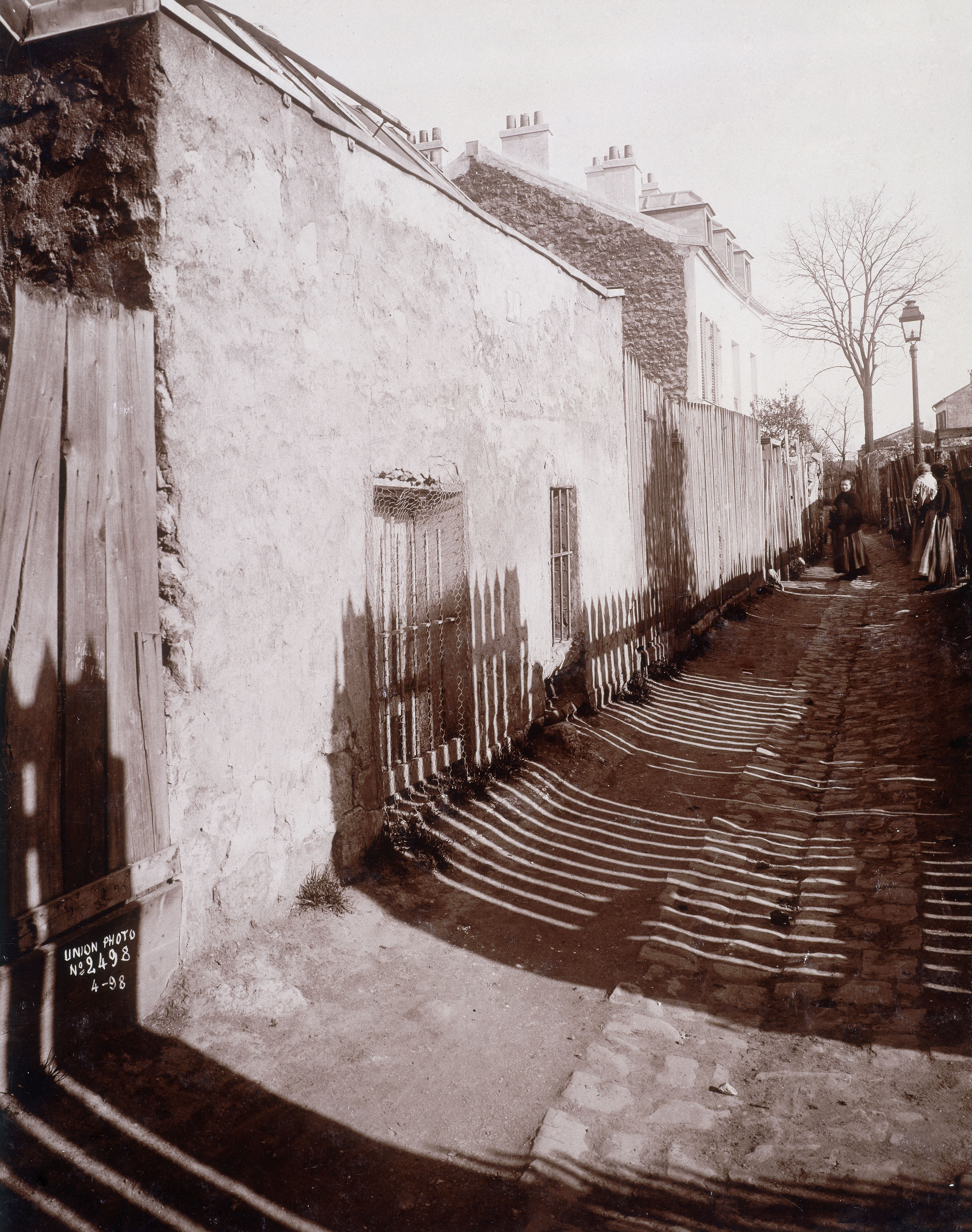
Vue de la rue au niveau du no 24 (idem).

## Bâtiments remarquables et lieux de mémoire
- Aux nos 93-95, l'École technique supérieure du Laboratoire (ETSL), un lycée technologique (bac STL, BTS Métiers de la Chimie, BTS Bioanalyses en laboratoire de contrôle, licences professionnelles).
- Jardin Berthe-Morisot.

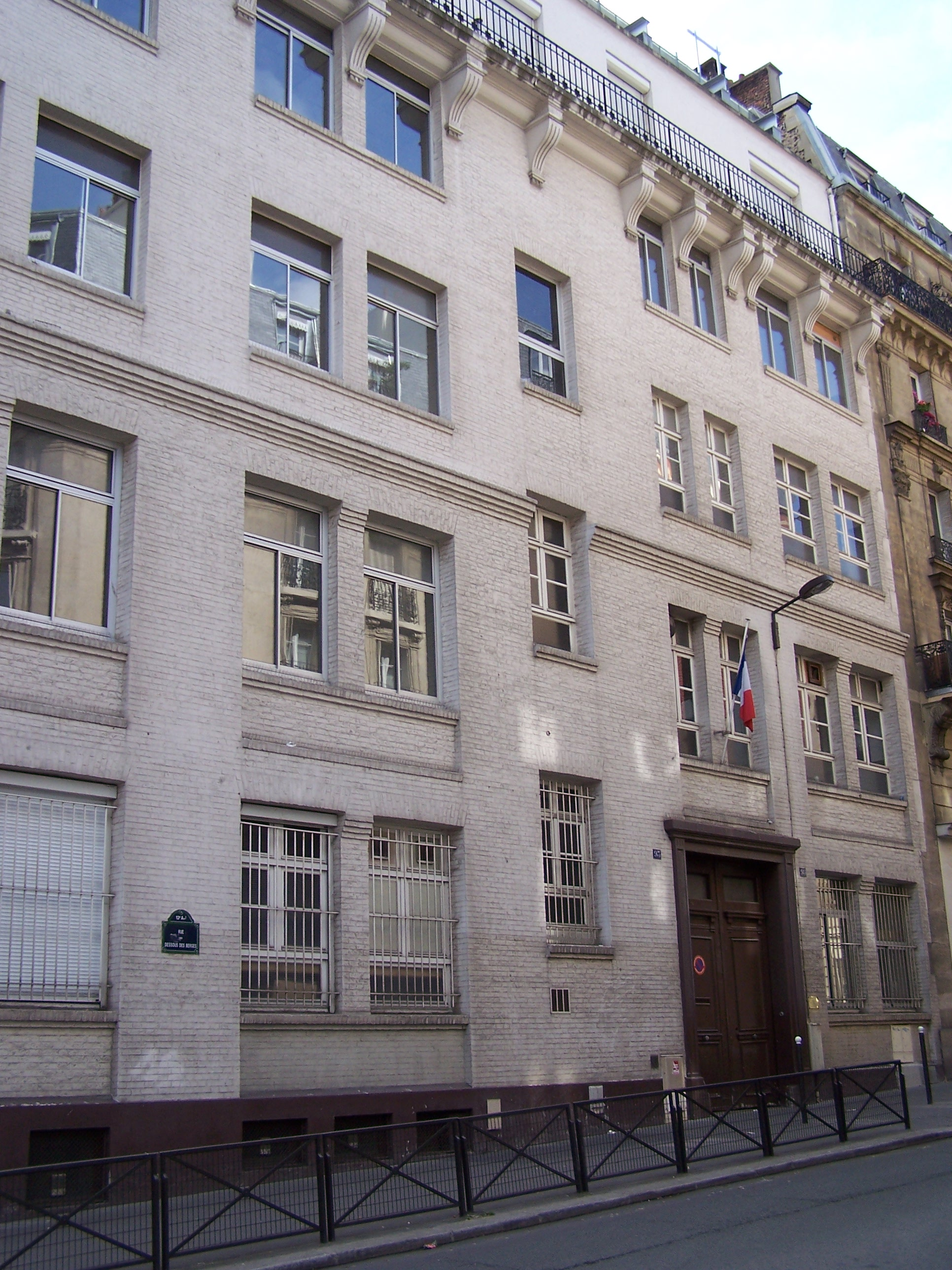
L'École technique supérieure du laboratoire.